# Brent Van Moer
Brent Van Moer (født 12. januar 1998 i Beveren) er en cykelrytter fra Belgien, der er på kontrakt hos Lotto.

## Karriere
Ved VM i landevejscykling 2018 vandt han sølv ved U23-enkeltstarten, kun overgået af danske Mikkel Bjerg, og foran Mathias Norsgaard Jørgensen på 3. pladsen. 
I juni 2019 blev Van Moer professionel hos Lotto-Soudal, efter han havde kørt for holdets U23-team siden 2017. Den første sejr på UCI World Tour kom ved Critérium du Dauphiné 2021, da han vandt 1. etape.